# Разумовский, Лев Самсонович
Лев Самсо́нович Разумо́вский (1 мая 1926, Ленинград — 20 января 2006, Санкт-Петербург) — советский и российский скульптор, живописец, график, медальер, художник детской игрушки, писатель.

## Биография
Родился в Ленинграде в семье инженера. Пережил в городе первую блокадную зиму, в августе 1942 года вместе с сестрой и матерью эвакуирован по «Дороге жизни». В ноябре 1943 года призван в Красную армию, служил автоматчиком 1080-го стрелкового полка 310-й стрелковой дивизии. 11 июля 1944 года в боях при наступлении на Петрозаводск получил тяжёлое ранение, в результате которого потерял руку. В апреле 1945 года комиссован.
В 1945 году, несмотря на инвалидность, поступил на отделение скульптуры Ленинградского высшего художественно-промышленного училища имени В. И. Мухиной (в настоящее время — Санкт-Петербургская государственная художественно-промышленная академия имени А. Л. Штиглица).

Во-первых, я хотел, действительно, быть скульптором. Во-вторых, я любил это дело, а в-третьих, у меня была сверхзадача, о которой я никому не говорил, но которая была главным лейтмотивом моей жизни. Я хотел доказать всем, и, в первую очередь себе, что я не инвалид. Что я могу делать те работы, которые являются самыми трудными физически во всех видах изобразительного искусства. Ну, и понемногу так оно и получилось.
— Из интервью телевидению Би-би-си (апрель 2001)
Дипломная работа «Лётчик» (1953, бронза) установлена в Московском парке Победы в Санкт-Петербурге.
В скульптуре работал в разных жанрах: памятники, садовая скульптура, портреты, композиции, мелкая пластика, медали. Среди основных тем творчества особое место занимают темы войны и блокады.
Булат Окуджава писал Льву Разумовскому о скульптурной композиции «Дороги войны» (1980):

Сегодня и в кино и по радио, и по телевидению слишком бодро и разухабисто говорят о войне, что лично мне отвратительно. Поэтому Ваши работы было бы не худо всюду демонстрировать: снимать излишнюю победоносную возбуждённость.
— Из письма Б. Окуджавы (28 июня 1983)
Профессиональный художник детской игрушки. Автор 120 моделей игрушек, 80 из которых выпускались массовыми тиражами. Автор пресс-форм исторических наборов солдатиков «Ледовое побоище» (1968, из силумина; пластиковые копии в 1990-е годы производились Луганской и Днепропетровской фабриками игрушек) и «Куликовская битва» (1987, из цветного пластика; в 1990-е годы выпускался под названием «Русь и Орда»).
Член Союза художников СССР с 1955 года. Участник многочисленных выставок. Его работы находятся в российских музеях и частных коллекциях России, Финляндии, Швеции, Великобритании, Германии, Голландии, Венгрии, Дании, Израиля, США, Канады. Несколько работ хранятся в фондах Русского музея («Мальчик-хоккеист». 1956, «Торговка семечками». 1968, «Песнь о России». 2000).
Автор документальных повестей о войне и блокаде, а также около ста коротких рассказов. Один из редакторов-составителей «Книги живых» (2004), сборника воспоминаний евреев-фронтовиков, узников гетто и концлагерей, бойцов партизанских отрядов, жителей блокадного Ленинграда.
Похоронен на Преображенском еврейском кладбище в Санкт-Петербурге.

### Семья
- отец — Самсон Львович Розумовский (позже Разумовский, 1887—1962), уроженец Елисаветграда, инженер водоснабжения и канализации, во время блокады Ленинграда главный инженер коммунального хозяйства Южного района, после войны возглавлял проект по новой усовершенствованной системе водоснабжения и канализации Ленинграда[12];
- мать — Татьяна Максимовна (Тойба Максовна) Шпиро (1896—1987), уроженка Люблина[13];
- сестры — Мирра Самсоновна Разумовская (1917 - 1983)[14], Лидия Самсоновна Разумовская (1921—2008)[15] - учителя русского языка и литературы;
- жена — Елена Николаевна Разумовская (1935—2023), фольклорист, этномузыколог, педагог[16];
- дочери — Татьяна Разумовская-Стратиевская[17], Мария Разумовская;
- внук — Даниэль Стратиевский, дирижёр, живёт в Германии[18].

## Работы
- «Автопортрет. 1943». (работа 1955 года)
- Януш Корчак. 1986. Дар автора Санкт-Петербургскому обществу узников концлагерей
- Самое дорогое. (мрамор) 1960. Новосибирская картинная галерея
- Торговка семечками. 1968. Русский музей
- Ярославские ребята. 1965
- Юрий Михайлович Лотман. 1980. Портрет выполнен с натуры. Библиотека Тартуского университета
- Анна Ахматова
- Жак-Ив Кусто
- Ледовое побоище. (фрагмент). 1972
- У костра. (акварель) 1980
- Дождь. (масло)
- Лакомка. (керамика)
- Карлсон
- Айболит (первый вариант)
- Тянитолкай

## Награды
- медаль «За Победу над Германией в Великой Отечественной войне 1941—1945 гг.»[19];
- орден Славы III степени (30 мая 1951)[20];
- орден Отечественной войны I степени (6 апреля 1985)[21].

## Память
Документальный фильм «Полноценная жизнь» на основе прижизненной съёмки Александра Грефа 1997 года.